# Cousinia krauseana
Cousinia krauseana là một loài thực vật có hoa trong họ Cúc. Loài này được Regel & Schmalh. mô tả khoa học lần đầu tiên vào năm 1882.